# Der falsche Dimitry
Der falsche Dimitry (Untertitel: Ein Zarenschicksal. Sechs Akte frei nach Historie) ist ein deutscher Stummfilm von 1922 unter der Regie von Hans Steinhoff. Die Hauptrollen sind besetzt mit Alfred Abel, Agnes Straub, Eugen Klöpfer und Paul Hartmann. Steinhoffs Interpretation basiert auf den geschichtlichen Ereignissen, wie sie sich in Puschkins Theaterstück sowie in Schillers Dramen-Fragment Demetrius und Hebbels Dramen-Fragment darstellen. 

## Handlung
Zar Iwans Regierungszeit neigt sich um 1584 dem Ende zu, und der Herrscher ist besorgt, keinen passenden Nachfolger zu haben. Sein ältester Sohn Fedor, frömmlerisch und hauptsächlich am Läuten großer Kirchenglocken interessiert, zeigt kaum Interesse an dem Amt. Iwans siebte Frau Marfa würde ihren noch minderjährigen Sohn Dimitry gern auf dem Zarenthron sehen, was sie mit Hilfe von Boris Godunow einzufädeln versucht. Als dem Herrscher von seinem Hofastrologen sein baldiges Ende prophezeit wird, setzt er fünf Bojaren ein, unter denen sich auch Godunow befindet, und bestimmt, dass die Regierungsgewalt von ihnen bis zur Volljährigkeit seines Sohnes Fedor auszuüben ist. 
Godunow beginnt sofort nach Zar Iwans Tod mit seinen Vorbereitungen, sich selbst auf den Zarenthron zu setzen. Ein Schreiben Marfas, das eigentlich an den Rat gerichtet ist, wird ihm von dem Bojaren Bitjagow zugespielt. Hierin beschwert sie sich über Godunow, der sie vom Hof verbannt habe. Als Bitjagow davon erzählt, dass er beobachtet habe, wie Dimitry und dessen Freund Grigory mit Pfeilen auf sein Ebenbild gezielt hätten, nimmt Godunow das zum Anlass den Befehl zur Tötung der Jungen zu erteilen. Bitjagow ist entsetzt und weiß nicht, was er nun tun soll, zumal Grigory sein Sohn ist, der aus seiner Beziehung zu Dimitrys Amme Anna stammt. Ein Verhältnis, das er aus Standesgründen streng geheim halten muss. Da Bitjagow nicht weiß, wie er den Befehl Godunows umgehen soll, lässt er Dimitry während des Frühlingsfestes in Uglitsch tatsächlich ermorden. Sein eigener Sohn Grigory wird allerdings verschont und nach Polen geschafft, wo er erst einmal in Sicherheit ist. Zuvor hat man Grigory noch das Kreuz umgehängt, das Dimitry gehörte. Der Woiwode Mischek findet den Jungen vor seinem Schloss. In einem Brief wird ihm gedroht, auf keinen Fall zu versuchen, hinter die Herkunft des Knaben zu kommen. Das Kreuz, das er trage, werde zum richtigen Zeitpunkt das Rätsel seiner Abstammung lösen.
In Moskau werden gerade die Trauerfeierlichkeiten für Iwans überraschend verstorbenen Sohn Fedor vorbereitet, als man die Nachricht erhält, dass Dimitry ermordet worden ist. Godunow lässt sich daraufhin umgehend zum neuen Zaren ausrufen. Er besitzt auch noch die Unverfrorenheit, Marfa aufzufordern, mit ihm die Ehe einzugehen, da er sich davon eine Festigung seiner Position erhofft. Als sie ablehnt, wird sie von Godunow ins Kloster Tschudowa verbannt. Aber auch Bitjagow, der daran mitgewirkt hat, dass Godunow an die Macht kommen konnte, erlebt eine bittere Enttäuschung, anstatt Dank zu erfahren, lässt er ihn in den Kerker werfen. Der Bojare schwört, dass er sich rächen werde, wenn eine Gelegenheit sich bieten würde. Da Godunow seine Macht mit großer Rücksichtslosigkeit ausübt, haben es die Menschen überall im Land schwer unter seiner eisernen Knute. Als es Bitjagow nach vielen Jahren gelingt, dem Kerker zu entfliehen, ist er schon sehr schwach und vom Tod gezeichnet. Von dem Woiwoden Mischek erfährt er, dass sein Sohn Grigory von ihm mit viel Liebe aufgezogen worden ist, und auch dass er in Mischeks Tochter Marina verliebt sei. Marina sei jedoch bereits mit einem anderen Mann verlobt, der Grigory als Bastard beschimpft habe, woraufhin dieser Hals über Kopf sein Haus verlassen habe. Bitjagow fühlt sein Ende nahen und schwört Mischek, dass es sich bei Grigory um den Zarensohn Dimitry handele, der seinerzeit nicht ermordet worden sei. So will er Rache an Godunow nehmen. 
Zur selben Zeit gerät Grigory in einer Schenke, die sich nahe dem polnischen Heerlager befindet, mit Graf Jaro Lenski aneinander, der die Tänzerin Nastja plump anmacht. Als Grigory daraufhin von Soldaten überwältigt wird, gelingt es Nastja, ihn aus dem Zelt Lenskis zu befreien. Zusammen fliehen sie und stoßen nach einiger Zeit auf Mischeks Heer. Dann passiert zu Grigorys Überraschung jedoch etwas Außergewöhnliches, man erklärt ihm, dass er der Sohn des Zaren Iwan sei. Mischek sagt Grigory seine Unterstützung im Kampf gegen den Usurpator Godunow zu. Und ganz plötzlich entdeckt auch Marina ihre Liebe zu Grigory, jetzt, da er in einer solch einflussreichen Position ist. Grigory vergisst über diese Tatsache ganz, dass es eine Frau gibt, die ihn wirklich liebt, Nastja. Die Nachricht, dass der Sohn des Zaren am Leben ist, macht schnell die Runde im Land. Godunows verzweifelte Versuche, zu widerlegen, dass Dimitry noch lebe, laufen ins Leere, zumal auch Marfa, die er aus der Abgeschiedenheit des Klosters zurückbeordert hat, sich seinem Druck widersetzt. In der Gewissheit, dass die polnische Armee inzwischen die Stadt eingenommen hat, versichert sie, dass sie Grigory öffentlich als ihren Sohn Dimitry anerkennen werde. Zur Bedingung macht sie allerdings, dass man Godunow umbringen müsse. 
So kommt es, dass Grigory und Marina ein großes Hochzeitsfest feiern und ihnen vom Volk zugejubelt wird. Marfa erinnert Grigory an sein Versprechen, dafür zu sorgen, dass Godunow getötet werde. Marina jedoch, die nur die Position an der Seite eines einflussreichen Mannes wollte, wendet sich wieder ihrem früheren Verlobten und Liebhaber zu. Aber es kommt noch schlimmer: Die Bojaren, die ihren Einfluss schwinden sehen, zetteln einen Aufstand an und befreien Godunow aus dem Gefängnis. Dann stürzen sie Grigory, der erbittert kämpft, aber gegen die Übermacht nichts ausrichten kann. Und wieder ist Nastja da und versucht alles, ihm beizustehen, kann aber letztendlich auch nichts mehr ausrichten. Es bleibt ihr nur, gemeinsam mit seiner Mutter Anna an Grigorys Leiche zu knien und zu ertragen, wie er auch noch im Tod von der Masse verhöhnt wird. 

## Produktion

### Dreharbeiten
Die Dreharbeiten fanden von Mitte Mai bis Ende August 1922 in Staaken sowie in der dortigen Luftschiffhalle statt. Produziert wurde der Film von der Gloria-Film GmbH (Berlin) im Auftrag der Universum-Film AG (UFA), Berlin. Der Verleih erfolgte durch die UFA-Tochter Hansa-Filmverleih. Der Film, der den Arbeitstitel Demetrius trug, hat eine Länge von 6 Akten gleich 2.694 Meter (Österreich 2.642 Meter). Die restaurierte Fassung hat eine Länge von 2.042 Metern, gleich 82 Minuten bei 22 Bildern pro Sekunde. Am 13. Dezember 1922 wurde der Film unter der Prüfnummer B.6838 mit einem „Jugendverbot“ belegt. Für die Filmbauten, die Ausstattung und die dekorativen Einrichtungen war Walter Reimann verantwortlich. Bei den Bauten wurde er von Alfred Junge und Hans Lück unterstützt. Ein Großteil der Kostüme wurde von der Dresdener Staatsoper ausgeliehen. Von dem Film waren in Deutschland 1923 dreizehn Kopien im Umlauf, drei davon in Berlin.

### Hintergrund
Für die Rolle des Iwan war ursprünglich Ludwig Hartau vorgesehen, für die Rolle der Nastja Aud Egede Nissen.
Aufgrund der positiven Kritiken und der Qualität seines Debütfilms Kleider machen Leute wurde der Produzent Hanns Lippmann auf Steinhoff aufmerksam und holte ihn für drei Produktionen nach Berlin. Der Name Lippmann stand für Gloria-Film, eine Tochtergesellschaft der UFA, der der Ruf vorauseilte das „Juwel in der Krone der UFA“ zu sein. Anfang der 1920er-Jahre war Steinhoff bereits der dritte Bühnenregisseur (nach Leopold Jessner und Karl Grune), der von Lippmann unter Vertrag genommen wurde. Für Steinhoff war dieses Engagement insoweit ein Glücksfall, als er bereits bei Gründung seiner Filmfirma Volvo-Film nur allzu gern einen historisch angesiedelten Stoff gedreht hätte. Die ihm vorschwebende Verfilmung über Boris Godunow, Zar und Großfürst von Russland, war jedoch für ein so kleines Filmstudio zu kostspielig.
Hans Steinhoff äußerte sich im Film-Kurier vom 24. Juni 1922 zu seinem Film folgendermaßen: „Demetrius ist …keine an irgend eine verschollene Vergangenheit gebundene Figur; der vom Schimmer der Rätselhaftigkeit umflimmerte Abenteuerer [sic] und unbewusste, deshalb so tief tragische Betrüger ist von zeitloser Anziehungskraft und so ewig wie modern. Keine Gestalt, für die wir nur auf Umwegen Sympathie bekommen – das Schicksalhafte an seinem Untergange hat etwas Faszinierendes für uns, das vielleicht den Riesenaufwand rechtfertigt, mit dem wir diesen Film herauszubringen die Kühnheit haben.“  Weiter sprach Steinhoff davon, dass nicht nur der Intellekt von dem Demetriussujet, für dessen Verfilmung er die historischen Quellen benutzt habe, angezogen werde, nein, auch das Filmauge schwelge in der Phantasie, die im Film noch nicht aufgezeigte Architektur der Rurikzeit auf die Leinwand zu bringen. Er fühle den Demetriusfilm „als eine in leidenschaftlichen Rhythmen pulsierende Ballade mit leisen Untertönen unwirklicher Märchenhaftigkeit“.

### Veröffentlichung
Uraufgeführt wurde Der falsche Dimitry am 15. Dezember 1922 im Ufa-Palast am Zoo in Berlin anlässlich einer Benefizvorstellung zugunsten der Unterstützungskasse des Reichsverbands der Deutschen Presse. Die Erstaufführung in Wien fand am 4. April 1924 statt. Er startete auch in den Kinos in Finnland, Frankreich und Polen. Sein englischer Titel ist: The False Dimitri. 

### Historie
Der falsche Dimitri (auch „falscher Demetrius“ oder „Pseudo-Dimitri“) war 1605/1606 als Dimitri II. für kurze Zeit russischer Zar. Seine Regierungszeit fällt in die Zeit der Smuta oder „Zeit der Wirren“, eine Zeit in der Geschichte Russlands, die zwischen dem Ende der Rurikiden-Dynastie mit dem Tod Fjodor I. im Jahr 1598 und dem Beginn der Romanow-Dynastie mit dem Herrschaftsantritt Michael I. im Jahr 1613 liegt. Dimitri, der um 1601 in Polen auftauchte, behauptete, der angeblich ermordete jüngste Sohn Iwan des Schrecklichen, Dimitri Iwanowitsch, zu sein, den seine Mutter, Iwans letzte Ehefrau Maria Feodorowna Nagaja vor Boris Godunow versteckt habe. Seine Gegner behaupteten jedoch, er heiße in Wirklichkeit Grigori Otrepjew und sei ein Mönch aus dem Kloster Tschudow. Nach einer verlorenen Schlacht rettete Dimitri nur die Nachricht von Boris Godunows plötzlichem Tod. Bei einer von Wassili Schuiski angezettelten Revolte wurde Dimitri am 17. Mai 1606 ermordet. Schuiski wurde nach seiner Ermordung russischer Zar von 1606 bis 1610. Es gab noch zwei weitere Personen, die vorgaben, Dimitri Iwanowitsch zu sein.
Boris Godunow war von 1584 bis 1598 Russlands Regent für den geistig zurückgebliebenen Zaren Fjodor I. und von 1598 bis 1605 Zar und Großfürst von Russland. Godunow verstarb unerwartet am 23. April 1605, vermutlich nach einem Schlaganfall. 
Die Geschichte des Zarewitsch Dimitri Iwanowitsch ist ein Schlüsselelement in der Oper Boris Godunow von Modest Mussorgski, die auf einem Drama von Alexander Puschkin beruht. Es existieren außerdem Dramenfragmente von Schiller und Hebbel.  

## Kritik
Im Berliner Lokal-Anzeiger vom 18. Dezember 1922 bescheinigte man Steinhoff, ein Spielleiter zu sein, der „nicht nur Sinn für das Kinomäßige“ habe, sondern dem man bei jeder Szene anmerke, dass er versuche, „die berechtigten Forderungen der Kapitalisten mit den ebenso berechtigten Forderungen der Kunst auszugleichen“. Weiter hieß es: „Er ist bewusst Kunsthandwerker und wird dadurch zum Filmkünstler. Allerdings hatte er in Walter Reimann einen außerordentlich begabtten und geschickten Mitarbeiter, …, der in seiner Verquickung von realistischem Bau und Prospekt unbestreitbar eine große Zukunft haben wird.“